# Xenobalistes tumidipectoris
Xenobalistes tumidipectoris là một loài cá biển duy nhất thuộc chi Xenobalistes trong họ Cá bò da. Loài này được mô tả lần đầu tiên vào năm 1981.

## Từ nguyên
Tên chi Xenobalistes được ghép từ xénos (ξένος; "kỳ lạ") trong tiếng Hy Lạp cổ đại và Balistes, chi điển hình của họ Cá bò da, hàm ý đây là một loài đặc biệt vì nó có một bướu thịt nhô ra ngay dưới vây ngực, một đặc điểm không được tìm thấy ở bất kỳ loài cá bò da nào khác.
Tính từ định danh tumidipectoris được ghép bởi hai âm tiết trong tiếng Latinh: tumidi ("sưng lên, nhô ra") và pectoris ("ở ngực"), hàm ý cũng đề cập đến bướu tròn lớn nhô ra ngay dưới vây ngực ở loài cá này.

## Phạm vi phân bố
X. tumidipectoris ban đầu được biết đến qua mẫu vật duy nhất được tìm thấy trong dạ dày của cá cờ Makaira mazara ở ngoài khơi quần đảo Mariana. Lần thứ hai mà X. tumidipectoris được phát hiện là tại quần đảo Ryukyu (Nhật Bản).

## Phân loại học
Một số nhà ngư học đặt ra nghi vấn về tính hợp lệ của X. tumidipectoris. Do mẫu định danh từ Mariana có kích thước khá nhỏ (khoảng 6 cm) nên họ nghĩ rằng đó chỉ là mẫu cá con của Xanthichthys caeruleolineatus. Tương tự, mẫu vật thứ hai được phát hiện tại Ryukyu cũng chỉ 4 cm.
Toàn bộ DNA ty thể của X. tumidipectoris đã được công bố vào năm 2008 từ mẫu vật do một tàu nghiên cứu của Nhật thu được, tuy nhiên các tác giả lại không đưa bất kỳ loài Xanthichthys nào vào để phân tích phát sinh loài nên cũng không có thông tin gì thêm. Vào năm 2013, trình tự gen của X. tumidipectoris được sử dụng cùng với bốn loài Xanthichthys đã cho thấy rằng, X. tumidipectoris rõ ràng thuộc về chi Xanthichthys và các tác giả này lập luận rằng Xenobalistes là đồng nghĩa của Xanthichthys.
Năm 1983, một loài Xenobalistes thứ hai được mô tả với danh pháp là X. punctatus dựa trên một mẫu con non trôi dạt vào bờ ở cửa sông Van Stadens, Nam Phi. Tuy vậy, X. punctatus sau đó chỉ được xem là một đồng nghĩa của Xanthichthys caeruleolineatus.